# Šime Fantela
Šime Fantela est un skipper croate né le 19 janvier 1986 à Zadar. Il a remporté avec Igor Marenić la médaille d'or du 470 masculin aux Jeux olympiques d'été de 2016 à Rio de Janeiro.